# Roland Kremer
Roland Kremer (20. listopadu 1949 Plauen – 14. srpna 1973 Plzeň) byl německý mechanik, který se v roce 1973 neúspěšně pokusil emigrovat přes Československo z Východního Německa do Západního Německa.

## Život
Narodil se v roce 1949 v Plavně v Sasku ve Východním Německu otci Lotharovi a matce Hertě. Po absolvování deseti tříd základní školy působil v letech 1968 až 1969 na základní vojenské službě v hodnosti svobodníka u východoněmeckého letectva. V obci zároveň žil i v době svého útěku. Ve firmě Kombinát kancelářských strojů pracoval jako mechanik. Měl mladšího bratra Mathiase, se kterým v době svého útěku žil v bytě své matky.

## Pokus o útěk ze země
Spolu se svým kamarádem se 4. srpna 1973 rozhodl z Východního Německa uprchnout přes Československo, když ještě téhož dne ráno na motocyklu přijel do Československa z Východního Německa. V odpoledních hodinách 4. srpna 1973 se pokusil překročit státní hranici u Pastvin. Již při příchodu ke hranici byl zpozorován místním obyvatelem, který jeho přítomnost ohlásil členům Pohraniční stráže. Po přiblížení k hranici byl spatřen příslušníkem Pohraniční stráže se psem. Kremer, zraněný po napadení psem, byl poté postřelen, když na něj pohraničník třikrát bez varování vystřelil ze samopalu, když se proti němu Kremer rozeběhnul. Po zasažení do ramene a průstřelu tepny v něm byl ve stadiu klinické smrti převezen do nemocnice v Aši. Po následné operaci se jeho stav dočasně zlepšil, později byl ovšem kvůli zhoršujícímu se stavu převezen do nemocnice v Plzni, kde o pět dní později, 14. srpna 1973, zemřel. Na Ústředním hřbitově v Plzni bylo jeho tělo poté zpopelněno, jako příčina úmrtí poté byl uveden kolaps organismu v důsledku několika různých zdravotních problémů, přičemž střelné poranění, které bylo skutečnou příčinou smrti, bylo zcela zatajeno. Zmanipulovanou zprávu o jeho smrti poté obdrželi Kremerovi rodinní příslušníci.
Na památníku obětí Železné opony v Chebu je uvedeno i Kremerovo jméno.